# Синешапочная танагра
Синешапочная танагра (лат. Tangara cyanocephala) — вид новонёбных птиц из семейства танагровых.

## Распространение и места обитания
Распространён в восточной Бразилии (север Сеара, Пернамбуку, восток Баия и Эспириту-Санту южнее до северного Риу-Гранди-ду-Сул), северо-восточной Аргентине (редок) и восточном Парагвае (Канендию и, возможно, Альто-Парана).
Обитают во влажных горных лесах и лесных опушках, на высоте до 400—1000 метров над уровнем моря.

## Описание
Длина тела около 13 см.

## Экология
Живут часто в парах или небольших группах. Питаются в основном фруктами, но во время, когда фруктов становится мало, птицы собирают насекомых с меленьких веток деревьев.